# Jerzy Franek
Jerzy Franek (ur. 2 września 1953 w Dzięgielowie) – polski kierowca wyścigowy i rajdowy, zdobywca dwóch tytułów mistrzowskich, uczestnik Rajdu Paryż-Dakar. W 1986 i 1987 roku został mistrzem Polski w klasie 4 Łada 2105 MTX. W 1988 roku przygotowywał się do rajdu Paryż–Dakar. Rok później wystartował w rajdzie Paryż–Dakar w Starze 266, po powrocie do Polski, przerwał karierę. W połowie lat 90. wziął udział w pucharze Fiata Cinquecento i zakończył karierę. W 2006 roku ścigał się w samochodzie SEAT León Supercopa, wygrał w klasyfikacji DSMP.